# Elecciones parlamentarias de Grecia de enero de 2015
Las elecciones parlamentarias de Grecia de enero de 2015 se celebraron el 25 de enero de ese año, antes de lo previsto debido al fracaso del Parlamento para elegir a un nuevo presidente, el 29 de diciembre de 2014. 
En las elecciones se disputaron 250 de los 300 escaños del Consejo de los Helenos, el órgano legislativo heleno, puesto que los 50 escaños restantes se adjudicarían directamente al partido con mayor número de votos, de conformidad con la Constitución, en las circunscripciones que no hayan podido repartir todos sus escaños con números enteros. Todas las encuestas daban como vencedor al partido liderado por Alexis Tsipras, la Coalición de la Izquierda Radical (SYRIZA), que defiende una quita importante de la deuda externa griega.
SYRIZA  ganó por primera vez en su historia las elecciones al Parlamento de Grecia, pero se quedó a dos escaños de la mayoría absoluta, con 149 escaños de 300. Por otro lado, el conservador y gobernante partido Nueva Democracia (ND) perdió 53 escaños y obtuvo su peor resultado histórico en términos de escaños obtenidos. El partido socialdemócrata PASOK, socio del gobierno de coalición con ND, se redujo a tan solo 13 escaños (de 33 obtenidos en junio de 2012), cayendo al séptimo lugar y convirtiéndose en el último partido en superar el umbral del 3 %. Amanecer Dorado (XA) se convirtió en la tercera fuerza política en Grecia gracias a la pérdida de apoyo de los partidos PASOK y Griegos Independientes (ANEL), y el nuevo partido político To Potami de Stavros Theodorakis entró en el parlamento con 17 escaños y el 6,1 % de los votos. El Partido Comunista de Grecia (KKE) ganó 2 escaños más de los 13 que había ganado en junio de 2012, haciendo un total de 15. El partido DIMAR, exsocio del gobierno de coalición hasta junio de 2013, salió del parlamento después de obtener 0,5 % de los votos, insuficientes para ser elegibles para los escaños.
Al día siguiente de los comicios, Alexis Tsipras juró el cargo de primer ministro de Grecia ante el presidente de la República, Károlos Papulias, luego de pactar un gobierno de coalición con el partido Griegos Independientes (ANEL).

## Sondeos de opinión previos

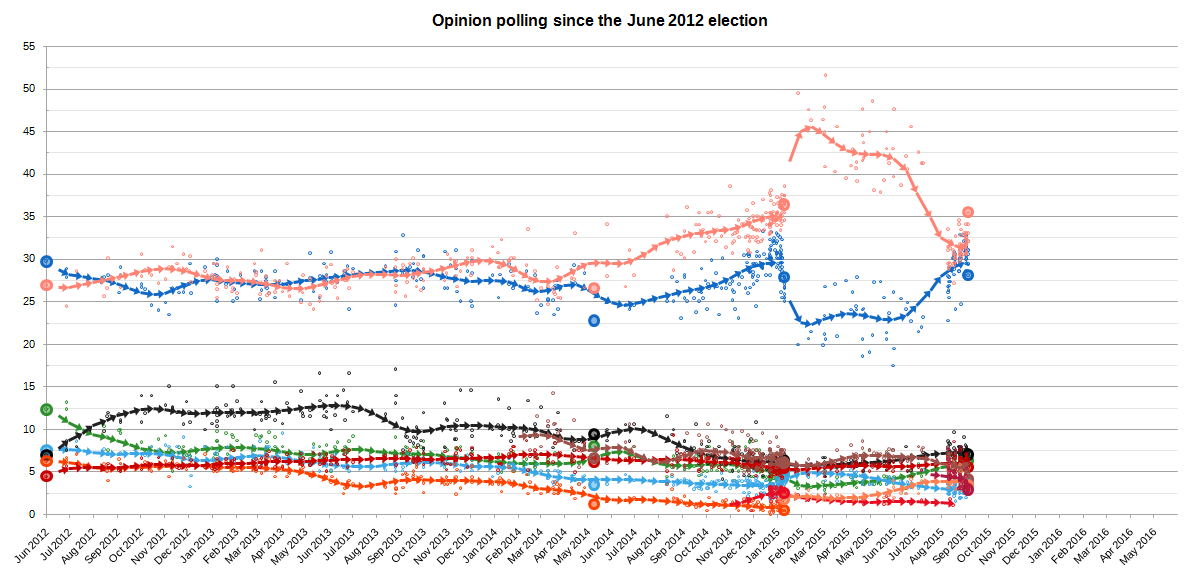
Media móvil (promedios cada 15 días) de encuestas electorales desde junio de 2012 a enero de 2015, correspondiendo cada línea a un partido político.
ND
SYRIZA
PASOK
ANEL
ΧΑ
DIMAR
KKE
To Potami
KIDISO

## Resultados
| Elecciones generales de Grecia de 2015 |                                                                           |                          |           |         |       |         |               |
| Partido político                       | Partido político                                                          | Líder(es)                | Votos     | %       | +/−   | Escaños | +/−           |
|                                        | Coalición de la Izquierda Radical (SYRIZA)                                | Alexis Tsipras           | 2 246 064 | 36,34   | +9,45 | 149     | Crecimiento   |
|                                        | Nueva Democracia (ND)                                                     | Andonis Samarás          | 1 718 815 | 27,81   | −1,85 | 76      | Decrecimiento |
|                                        | Asociación Popular - Amanecer Dorado (XA)                                 | Nikolaos Michaloliakos   | 388 447   | 6,28    | −0,64 | 17      | Decrecimiento |
|                                        | El Río (TO POTAMI)                                                        | Stavros Theodorakis      | 373 868   | 6,04    | Nuevo | 17      | Sin cambios   |
|                                        | Partido Comunista de Grecia (KKE)                                         | Dimitris Kutsumbas       | 338 138   | 5,47    | +0,97 | 15      | Crecimiento   |
|                                        | Griegos Independientes (ANEL)                                             | Panos Kamenos            | 293 371   | 4,75    | −2,76 | 13      | Decrecimiento |
|                                        | Movimiento Socialista Panhelénico-Alineación Democrática (PASOK-DP)       | Evángelos Venizelos      | 289 482   | 4,68    | −7,60 | 13      | Decrecimiento |
|                                        | Movimiento de Socialistas Democráticos (KINIMA)                           | Yorgos Papandréu         | 152 230   | 2,46    | Nuevo | 0       | Sin cambios   |
|                                        | Unión de Centristas (EK)                                                  | Vasilis Leventis         | 110 826   | 1,79    | +1,51 | 0       | Sin cambios   |
|                                        | Teleia                                                                    | Apostolos Gkletsos       | 109 483   | 1,77    | Nuevo | 0       | Sin cambios   |
|                                        | Concentración Popular Ortodoxa (LAOS)                                     | Georgios Karatzaferis    | 63 692    | 1,03    | −0,55 | 0       | Sin cambios   |
|                                        | Cooperación Anticapitalista de Izquierda para el Derrocamiento (ANTARSYA) | Comité de 21 miembros    | 39 455    | 0,64    | +0,32 | 0       | Sin cambios   |
|                                        | Los Verdes - Izquierda Democrática (DIMAR)                                | Fotis Kouvelis           | 30 074    | 0,49    | −5,76 | 0       | Decrecimiento |
|                                        | Partidos Comunistas Marxistas-Leninistas de Grecia (KKE (m-l) - M-L KKE)  | Comité de 3 miembros     | 8013      | 0.13    | +0.01 | 0       | Sin cambios   |
|                                        | Unión Demócrata Reformista Nacional (EDEM)                                | Comité de 3 miembros     | 7616      | 0.12    | Nuevo | 0       | Sin cambios   |
|                                        | Liberación Democrática Popular Griega (ELLADA)                            | Konstantinos Papanicolas | 4770      | 0.08    | Nuevo | 0       | Sin cambios   |
|                                        | Partido Revolucionario Obrero                                             | Sabetai Matsas           | 2435      | 0.04    | Nuevo | 0       | Sin cambios   |
|                                        | Organización de Comunistas Internacionalistas de Grecia (OKDE)            | Comité de 3 miembros     | 2195      | 0.04    | Nuevo | 0       | Sin cambios   |
|                                        | Movimiento de Resistencia Nacional (KEAN)                                 | Ippocrates Savvouras     | 617       | 0.01    | +0.01 | 0       | Sin cambios   |
|                                        | Movimiento Blanco Griego de la Ideología del Hoy (ELKSI)                  | Eleftherios Daniilidis   | 80        | 0.00    | Nuevo | 0       | Sin cambios   |
|                                        | Frente Solidario Radical Ortodoxo (ROMA)                                  | Aggelos Liakopoulos      | 57        | 0.00    | Nuevo | 0       | Sin cambios   |
|                                        | Movimiento Laborista Panagrario Griego (PAEKE)                            | Miltiadis Tzalalidis     | 2         | 0.00    | 0     | 0       | Sin cambios   |
|                                        | Candidatos independientes                                                 |                          | 1394      | 0.02    | +0.02 | 0       | Sin cambios   |
| Votos válidos                          | Votos válidos                                                             | Votos válidos            | 6.181.274 | 97,64 % |       |         |               |
| Votos no válidos                       | Votos no válidos                                                          | Votos no válidos         | 114.703   | 1,81 %  |       |         |               |
| Votos en blanco                        | Votos en blanco                                                           | Votos en blanco          | 34,809    | 0,55 %  |       |         |               |
| Total                                  | Total                                                                     | Total                    | 6 330 786 | 100 %   |       | 300     |               |
| Participación electoral                | Participación electoral                                                   | Participación electoral  |           | 63,87 % |       |         |               |